# مذبحة لوس مانيسيروس
مذبحة لوس مانيسيروس كان اختطاف في عام 2009 في كولومبيا لاثني عشر عضوًا من فريق كرة القدم التابع لاتحاد الهواة الكولومبي لوس مانيسيروس، قُتل 11 منهم لاحقًا. تراوحت أعمار القتلى بين 17 و38 عامًا.
أصيب أحد الناجين وهو مانويل كورتيز 19 عامًا بعيار ناري في رقبته. تم اكتشاف الجثث الإحدى عشرة في عدة مواقع عبر ولاية تاتشيرا في فنزويلا، وفقًا لنائب الرئيس الفنزويلي رامون كاريزاليس. كان معظم المختطفين كولومبيين. كان أحدهما بيروفي والآخر فنزويليًا.
كانت فنزويلا في حالة تأهب قصوى بعد الحادث، حيث أمرت القوات في المنطقة بـ «العمل بقوة» ضد أي مجموعة كولومبية مسلحة.

## الخطف
الرجال بائعو الجوز عن طريق التجارة، تم اختطافهم وإلقائهم في شاحنات صغيرة في 11 أكتوبر 2009 في لا تالا تاشيرا، حيث أتوا لحضور مباراة كرة قدم. وكان الخاطفون متنكرين بملابس سوداء وقاموا باستدعاء أسماء الرجال قبل الاستيلاء عليهم من الملعب الذي كانوا يلعبون فيه كرة القدم. تم العثور على جثثهم في 24 أكتوبر 2009 بعدة طلقات نارية.

## الناجي
مانويل كورتيز هو الناجي الوحيد. تم تشديد الأمن خوفًا على سلامة كورتيز. تم القبض على رجل بعد أن طلب مقابلته في المستشفى، وسرعان ما تم وضع كورتيز تحت الحراسة في مستشفى عسكري منفصل. وهو يدعي أنهم كانوا جميعًا مقيدين من أعناقهم بالأشجار وأنهم أمضوا أسبوعين في هذه الحالة في الهواء الطلق تحت أشعة الشمس.

## المشتبه بهم
المشتبه به الرئيسي هو جيش التحرير الوطني، حيث ألقى كورتيز باللوم على المجموعة في المذبحة. قال إنهم تم استدراجهم إلى أراضي المجموعة من قبل زعيمها. لم يتم الكشف عن الدافع.